# Список марийских княжеств
Мари́йское кня́жество (луговомар. кугыжаныш; рус. уст. волость, сотня, десятня) — марийское территориальное образование ряда соседских общин, объединённых в целях обороны и сбора налогов. Первоначально, видимо, по признаку принадлежности к одному племени (части племени). Были объединения нескольких племён — Чумбылатово, Ветлужское, Малмыжское и др. княжества. Некоторые из них управлялись ордынскими ханами.

## Система управления
Княжество состояло из ряда поселений (илем, руэм), обычно имело столицу (рус. уст. крепь, острог), укреплённую рвами, валами и частоколами, в которой жители княжества укрывались в случае военной опасности. Во главе княжества стоял князь (кугыжа), но реальная власть принадлежала собранию старейшин (погын). С входом марийских земель в состав Золотой Орды, ханы использовали институт марийских княжеств для фискальных сборов и укомплектования своих войск за счёт марийских отрядов. Эта практика была перенята Казанским ханством и Русским государством, которое сохраняло эти структуры вплоть до нового времени.

## Список княжеств

### XII век
- Якшанское княжество
- Юмское княжество

### XII—XV века
- Ветля-Шангское кугызство
- Чумбылатово Княжество (Ижмаринское)

### XVI—XVII века
- Княжество Китяка
- Малмыжское княжество
- Княжество Порек
- Уржумское княжество